# Pródromos (ort i Grekland, Thessalien, Nomós Kardhítsas)
Pródromos är en ort i Grekland.   Den ligger i prefekturen Nomós Kardhítsas och regionen Thessalien, i den centrala delen av landet, 220 km nordväst om huvudstaden Aten. Pródromos ligger 99 meter över havet och antalet invånare är 994.
Terrängen runt Pródromos är platt, och sluttar norrut.Runt Pródromos är det ganska glesbefolkat, med 40 invånare per kvadratkilometer. Närmaste större samhälle är Karditsa, 4,7 km väster om Pródromos. Trakten runt Pródromos består till största delen av jordbruksmark.